# Siping
Siping is een stadsprefectuur en stad in het noordwesten van de noordoostelijke provincie Jilin, Volksrepubliek China. Siping telt ongeveer 3,3 miljoen inwoners waarvan 582.000 in de centrale stad. De stad is in grootte de derde stad van de provincie. Han-Chinezen maken 91% van de populatie van de stad uit, de rest zijn van oorsprong Mantsjoes, Mongolen en Koreanen.
De stad is tegen de grens met Liaoning gelegen, op zo'n 100 km ten zuidwesten van Changchun.